# One Magnificent Mile
華麗一英里1號（One Magnificent Mile或是One Mag Mile）為住宅商業混和大樓，位在芝加哥密西根大街华丽一英里段。一樓為零售商圈，一樓以上為辦公室以及豪華公寓大樓。